# جنگ داخلی افغانستان (۱۹۹۲–۱۹۸۹)
جنگ داخلی افغانستان در سال ۱۳۶۸ با خروج نظامیان شوروی از افغانستان وارد مقطع جدیدی شد که در آن دولت سوسیالیستی افغانستان به ریاست محمد نجیب‌الله به تنهایی با مجاهدین افغان می‌جنگید. این مرحله از جنگ تا سقوط دولت در اردیبهشت ۱۳۷۱ ادامه پیدا کرد. با این حال جنگ داخلی پس از پیروزی مجاهدین خاتمه نیافت و چندی بعد این گروه‌ها وارد جنگ خونینی با یکدیگر شدند تا اینکه طالبان با شکست تمامی آن‌ها دولت جدید را هم سرنگون کرد.

## جنگ علیه دولت نجیب‌الله

### توانایی‌های نظامی دولت و مجاهدین
بعد از خروج شوروی از افغانستان آژانس‌های اطلاعاتی آمریکایی انتظار داشتند که دولت نجیب‌الله در طول سه تا شش ماه آینده سقوط کند. اما این برآورد، ظرفیت‌های موجود دولت افغانستان را در نظر نگرفته بود. مهم‌ترین آنها حجم عظیمی از تجهیزات نظامی که شوروی در اختیار دولت متحد خود در افغانستان قرار بوده بود. در سال ۱۳۶۸ ارتش و شبه‌نظامیان حامی دولت ۱۵۶۸ تانک، ۸۲۸ نفربر زره‌پوش، ۴۸۸۰ ادوات توپخانه‌ای، ۱۲۶ جنگنده-بمب‌افکن مدرن و ۱۴ بالگرد تهاجمی در اختیار داشتند. دولت افغانستان همچنین از کمک‌های شوروی به ارزش دو تا شش میلیارد در سال برخوردار بود و مشاورین نظامی شوروی هم در افغانستان حضور داشتند. ارتش افغانستان تعداد زیادی موشک اسکاد نیز در اختیار داشت و در این مقطع از جنگ بیش از دو هزار اسکاد به پایگاه‌های مجاهدین شلیک کرد و این عظیم‌ترین میزان موشک بالستیکی است که از جنگ جهانی دوم تاکنون استفاده شده‌است. این قدرت آتش آن‌ها مجاهدین را از پیشروی عاجز می‌کرد.
نیروی دیگر دولت افغانستان شبه‌نظامیان هوادار دولت بودند که میلیشای عبدالرشید دوستم کارآمدترین آنها بود. دوستم که مستقیم از رئیس‌جمهور نجیب‌الله دستور می‌گرفت، حدود ۴۰ هزار جنگ‌جوی محلی که عمدتاً از قوم ازبک بودند در اختیار داشت و یک نیروی ذخیرهٔ استراتژیک برای دولت محسوب می‌شد و در عمل تنها نیرویی بود که قدرت انجام عملیات‌های تهاجمی را داشت.
از طرف دیگر مجاهدین هم از کمک‌های نظامی گسترده آمریکا، پاکستان، عربستان، چین و کشورهای دیگر برخوردار بودند. کمک‌های آمریکا از طریق پاکستان به دست مجاهدین می‌رسید و بخش عمده آن تحویل حزب اسلامی حکمتیار می‌شد. بیشتر کمک‌های عربستان که عمدتاً حمایت مالی بود به اتحاد اسلامی افغانستان به رهبری عبدالرسول سیاف می‌رسید که بیشتر جنگ‌جویان عرب داوطلب نیز از این طریق وارد افغانستان می‌شدند.
چین نیز از زمان به قدرت رسیدن دولت متحد شوروی در افغانستان رابطه خصمانه‌ای با آن‌ها داشت و با توجه به رقابت با شوروی به حمایت و تجهیز مجاهدین افغان افدام می‌کرد. چین میلیون‌ها دلار سلاح‌های مختلف از جمله توپ ضدهوایی، موشک‌انداز و تیربار در اختیار گروه‌های افغان قرار داده و ارتش آزادی‌بخش چین مجاهدین افغان را در اردوگاه‌های نظامی آموزش می‌داد.

### جنگ جلال‌آباد
برخلاف انتظار آمریکایی‌ها و پاکستانی‌ها دولت افغانستان در بهار ۱۳۶۸ نشانه‌ای از فروپاشی نداشت. سفیر آمریکا در پاکستان و بی‌نظیر بوتو، نخست‌وزیر پاکستان طرحی برای تصرف جلال‌آباد شهر مهم مرزی افغانستان توسط نیروهای مجاهدین آماده کردند. آن‌ها قصد داشتند با تصرف این شهر یک دولت موقت به رهبری گلبدین حکمتیار را به قدرت رسانده و مقدمات فتح کابل و سقوط کامل دوبت افغانستان را فراهم کنند. حمید گل رئیس آی‌اس‌آی (سازمان اطلاعات نظامی پاکستان) سازمان‌دهنده اصلی این حمله بود و حمله توسط نیروهای حزب اسلامی حکمتیار و اتحاد اسلامی سیاف به استعداد ده هزار جنگجو انجام می‌شد. مراحل ابتدایی حمله موفقیت‌آمیز بود و میدان هوایی جلال‌آباد به تصرف مجاهدین درآمد اما شکنجه و اعدام نیروهای دولتی و برخی غیرنظامیان توسط مجاهدین موجب شد تا گزینه تسلیم برای سایر نیروهای دولتی منتفی شود و آن‌ها با تمام قوا به دفاع ادامه دهند. نیروهای مهاجم در مقابل پادگان‌های اصلی ارتش متوقف شدند و نیروهای دولتی با حمایت هوایی ضدحمله‌ای را علیه آن‌ها ترتیب دادند. نیروی هوایی افغانستان با بیست سورتی پرواز در طول روز پشتیبانی هوایی نزدیک را انجام داد و با حملات ارتفاع بالا خود را از برد مؤثر موشک‌های استینگر دور نگه می‌داشت.
سه آتشبار اسکاد که در حوالی کابل مستقر بودند بیش از ۴۰۰ موشک را در حمایت پادگان جلال‌آباد به سوی مجاهدین شلیک کردند. این سلاح با وجود دقت پایین تأثیر مخربی بر روحیه مجاهدین داشت که هیچ واکنشی در مقابل آن نمی‌توانستند انجام بدهند. تا میانه‌های اردیبهشت آن‌ها موفق به پیشروی نشدند و دچار کمبود مهمات شده بودند و در تیرماه مواضع خود در جلال‌آباد را از دست دادند. آن‌ها در این نبرد با حدود ۳ هزار کشته شکست خوردند در حالیکه ۱۲ تا ۱۵ هزار غیرنظامی نیز جان خود را از دست دادند و ۱۰ هزار نفر دیگر آواره شدند.